# Papuengraulis micropinna
Papuengraulis micropinna är en fiskart som beskrevs av Munro, 1964. Papuengraulis micropinna ingår i släktet Papuengraulis och familjen Engraulidae. Inga underarter finns listade i Catalogue of Life.